# Diphoorn
Diphoorn is een plaats nabij Sleen in de gemeente Coevorden, provincie Drenthe (Nederland).

## Beschrijving
Diphoorn is van oorsprong een boerennederzetting die ligt op een hoge zandrug naast de Slenerstroom. Een aantal boerderijen in Diphoorn hebben agrarische bestemming, de meeste hebben inmiddels een woonbestemming. Voor voorzieningen zijn de ongeveer 60 Diphoorners aangewezen op het dorp Sleen.
Plaatsen: Aalden · Achterste Erm · Benneveld · Coevorden · Dalen · Dalerpeel · Dalerveen · De Kiel · Diphoorn · Eldijk · Erm · Gees · Geesbrug · 't Haantje · Holsloot · Langerak · Meppen · Nieuwe Krim · Nieuwlande (deels) · Noord-Sleen · Oosterhesselen · Schoonoord · Sleen · Steenwijksmoer · Stieltjeskanaal · Veenhuizen · Wachtum · Wezup · Wezuperbrug · Zweeloo · Zwinderen

Overige: Ballast · De Haar · De Mars · Den Hool · Kibbelveen · Klooster · Padhuis · Pikveld · Schimmelarij · Vlieghuis · Weijerswold

Drenthe: Steden en dorpen      Nederland: Provincies · Gemeenten